# Monsonia camdeboensis
Monsonia camdeboensis är en näveväxtart som först beskrevs av Moffett, och fick sitt nu gällande namn av F. Albers. Monsonia camdeboensis ingår i släktet hottentottnävor, och familjen näveväxter. Inga underarter finns listade i Catalogue of Life.